# Занаволок (Пинежский район)
Занаволок — деревня в Пинежском районе Архангельской области. Входит в состав Лавельского сельского поселения.

## География
Деревня расположена в восточной части области на расстоянии примерно в 67 километрах по прямой к юго-востоку от районного центра села Карпогоры.
Часовой пояс
Деревня Занаволок как и вся Архангельская область, находится в часовой зоне МСК (московское время). Смещение применяемого времени относительно UTC составляет +3:00.

## Население
| 2002 | 2010 | 2012 |
| ---- | ---- | ---- |
| 48   | ↘29  | ↗35  |

Национальный состав
Согласно результатам переписи 2002 года, в национальной структуре населения русские составляли 100 % из 46 чел..